# Rana chitwanensis
Rana chitwanensis é uma espécie de anfíbio da família Ranidae.
Pode ser encontrada nos seguintes países: Nepal e possivelmente em Índia.
Os seus habitats naturais são: florestas subtropicais ou tropicais húmidas de baixa altitude, matagal árido tropical ou subtropical, campos de gramíneas subtropicais ou tropicais secos de baixa altitude e rios.
Está ameaçada por perda de habitat.